# Perissomastix nigriceps
Perissomastix nigriceps är en fjärilsart som beskrevs av W. Warren  och Roths. 1905. Perissomastix nigriceps ingår i släktet Perissomastix och familjen äkta malar. Inga underarter finns listade i Catalogue of Life.